# Mîhailo Parașciuk
Mîhailo Parașciuk (în ucraineană Михайло Паращук, în bulgară Михайло Парашчук; n. 16 noiembrie 1878, Varvarînți, powiatul Terebovlea⁠(d), Regatul Galiției și Lodomeriei, Austro-Ungaria – d. 24 decembrie 1963, Banea, Republica Populară Bulgaria) a fost un sculptor ucrainean activ în Bulgaria din 1921 până la moartea sa.
Parașciuk s-a născut la Varvarînți în regiunea Ternopil (pe atunci în Galiția, Austro-Ungaria; astăzi în Ucraina). A fost înmatriculat la Academia de Arte Frumoase din Viena, dar a absolvit Academia Julien din Paris în 1910; în Franța, se presupune că a fost discipol al lui Auguste Rodin. Înainte de absolvire, Parashchuk a lucrat la Lviv sculptând monumente ale scriitorilor ucraineni.
În calitate de lector la Academia de Arte Frumoase din München, a făcut cunoștință cu mai mulți artiști și actori bulgari. În timpul Primului Război Mondial, Parașciuk a fost membru al Crucii Roșii și a organizat un atelier de artă pentru prizonierii de război din armata rusă.
Parașciuk a sosit la Sofia în 1921 ca voluntar al Crucii Roșii Internaționale⁠(d). În capitala Bulgariei, a contribuit la decorarea multor importante clădiri publice. Printre proiectele executate de Parașciuk se numără stâlpii ornamentali ai porților Tribunalului din Sofia⁠(d), decorațiunile cu lei și ceasul zodiacal ale Băncii Naționale a Bulgariei⁠(d), reliefuri în incinta Academiei Militare Gheorghi Rakovski⁠(d), fațada Bibliotecii Naționale „Sfinții Chiril și Metodiu”, interiorul Ministerului Apărării⁠(d) și decorul geometric al rectoratului Universității din Sofia.
Parașciuk a mai realizat decorarea sculpturală a unor clădiri din Pernik, Velingrad, Kărgeali, Varna, Provadia și Sapareva Banea, precum și a Podului Prieteniei Giurgiu-Ruse. De asemenea, a sculptat busturi și basoreliefuri ale unor personalități bulgare precum Peio Iavorov, Goțe Delcev, Stefan Caragea, Dimitar Blagoev⁠(d), Hristo Botev și Aleko Konstantinov.
În ciuda popularității sale, Parașciuk a fost expulzat de două ori din Uniunea Artiștilor Bulgari – în anii 1940 și anii 1950 – fiind acuzat că ar fi fascist, spion occidental sau rus alb, deși înainte de al Doilea Război Mondial era etichetat ca fiind un „agent bolșevic” și „membru al Cominternului”. Abia în 1963 a fost readmis în sindicat după cea de-a doua expulzare. Parașciuk a fost unul dintre liderii emigranților ucraineni din Bulgaria: a fost printre fondatorii Asociației ucrainene-bulgare și al asociațiilor culturale și educaționale ucrainene „Hromada”.
Mîhailo Parașciuk a fost căsătorit cu Țvetana Pekareva, fiica politicianului agrar bulgar Iurdan Pekarev. A avut o fiică, care s-a căsătorit cu directorul Galeriei de pictură din Lviv Ivan Ivaneț⁠(d). Sursele nu dau un loc al decesului unanim acceptat, unele consemnând Sofia iar altele Karlovo; cele mai detaliate biografii indică Banea, lângă Karlovo. Parașciuk a fost înmormântat la Sofia, mormântul său fiind decorat cu un bust al sculptorului și un leu creat de sculptorul bulgar Vejdi Rașidov⁠(d).